# Gastromyzon auronigrus
Gastromyzon auronigrus är en fiskart som beskrevs av Tan 2006. Gastromyzon auronigrus ingår i släktet Gastromyzon och familjen grönlingsfiskar. Inga underarter finns listade i Catalogue of Life.